# Oulartsi
Oulartsi ou Ularci (en macédonien Уларци) est un village de l'est de la Macédoine du Nord, situé dans la municipalité de Tchéchinovo-Obléchévo. Le village comptait 738 habitants en 2002.

## Démographie
Lors du recensement de 2002, le village comptait :
- Macédoniens : 738